# Allan McCollum
Pour les articles homonymes, voir McCollum.
Allan McCollum, né le 4 août 1944 à Los Angeles, est un artiste contemporain américain. Il vit à New York.

## Biographie
Allan McCollum a exploré durant trente ans la question de la signification publique et personnelle des objets, dans le contexte d'un monde de la production en série. Plus récemment, il a collaboré avec des musées de sociétés historiques issues de petites communautés, dans différentes régions du monde. Sa première exposition solo eut lieu en 1970, et sa première exposition à New York eut lieu à la Sidney Janis Gallery en 1972. En 1975, son travail a été inclus à la Biennale de Whitney, et il s'installa à New York cette même année. Vers la fin des années 1970, il devint particulièrement connu pour sa série Surrogate Paintings.
McCollum réalisa une centaine d'expositions personnelles, dont notamment des rétrospectives de ses travaux au musée d'art moderne de Villeneuve-d'Ascq, France (1998), le musée Sprengel de Hanovre, Allemagne (1995-96), la Serpentine Gallery à Londres (1990) ; le Centre pour l'art contemporain Rooseum, à Malmö, en Suède (1990) ; IVAM Centre del Carme, Valence, Espagne (1990) ; Stedelijk Van Abbe museum, Eindhoven, Pays-Bas (1989), et Portikus, Francfort, Allemagne (1988).
Il a participé à la section « Aperto » de la Biennale de Venise 1988, et dans de multiples expositions aux États-Unis et en Europe, et ses œuvres font partie des collections de plusieurs musées à travers le monde, dont le MoMA, le Metropolitan Museum of Art, le Whitney Museum of American Art et le musée Guggenheim à New York, l'Art Institute de Chicago, le musée d'art contemporain de Los Angeles.
McCollum est connu pour utiliser les méthodes de production de masse dans son travail artistique, produisant souvent des milliers d'objets, qui, bien que fabriqués en grande quantité, sont tous uniques. En 1988-91, il a créé plus de trente mille objets complètement uniques qu'il a intitulés Individual works (« Travaux individuels »), qui ont été rassemblés et exposés dans des collections d'environ 10 000. Les objets furent fabriqués à l'aide de douzaines de moules en caoutchouc tirés d'objets ménagers communs (tels des capsules, des bouchons de canettes des récipients à nourriture, et des outils de cuisine) et en combinant ensemble les moules de ces parties, à travers des milliers de combinaisons possibles, sans jamais répéter les combinaisons.

## Livres d'artiste
- The Book of Shapes, 2 volumes (livre de 1 page), 27,9 × 21,6 cm chacun, 2010. Édition limitée de 70 exemplaires et 10 épreuves d'artiste. Produit et publié par mfc-michèle didier.

## Expositions
- The Book of Shapes - Allan McCollum, galerie mfc-michèle didier, Paris, mars-mai 2013.

## À voir
Allan McCollum a créé Cinq allégories, copies de statues abîmées et jamais restaurées du château XVIIIe Bonnier de la Mosson. Elles ont été installées à Montpellier pour l'inauguration de la ligne n°1 du tramway en 2000 (sur l'esplanade Charles-de-Gaulle, au niveau du Corum).